# HMCS Fredericton (337)
HMCS Fredericton (337) je fregata Kanadského královského námořnictva, která byla postavena v bývalé loděnici Saint John Shipbuilding. Jedná se o jednotku třídy Halifax.

## Stavba
Kýl lodi byl založen roku 1992 v bývalé kanadské loděnici Saint John Shipbuilding. Roku 1993 byl Fredericton spuštěn na vodu a dne 10. září 1994 byla loď uvedena do služby.

## Výzbroj

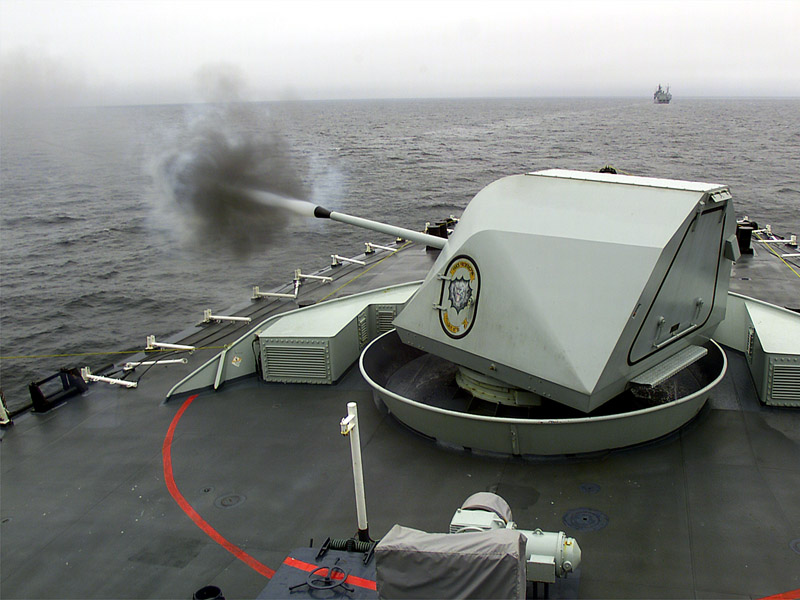
Kanón Bofors L/70 Mk 2

Fredericton je vyzbrojena jedním 57mm kanónem Bofors L/70, jedním 20mm systémem blízké obrany Phalanx, šesti 12,7mm kulomety M2HB, dvěma vertikálními odpalovacími zařízeními Mk 48 Mod 0 pro šestnáct amerických protiletadlových řízených raket moře-vzduch RIM-162C ESSM, dvěma raketomety Mk 141 pro osm protilodních střel RGM-84 Harpoon a dvěma trojhlavňovými torpédomety Mk 32 pro torpéda Mk 46, která jsou schopna zasáhnout svůj cíl na vzdálenost větší než 10 km.